# 1789 års sammansvärjning

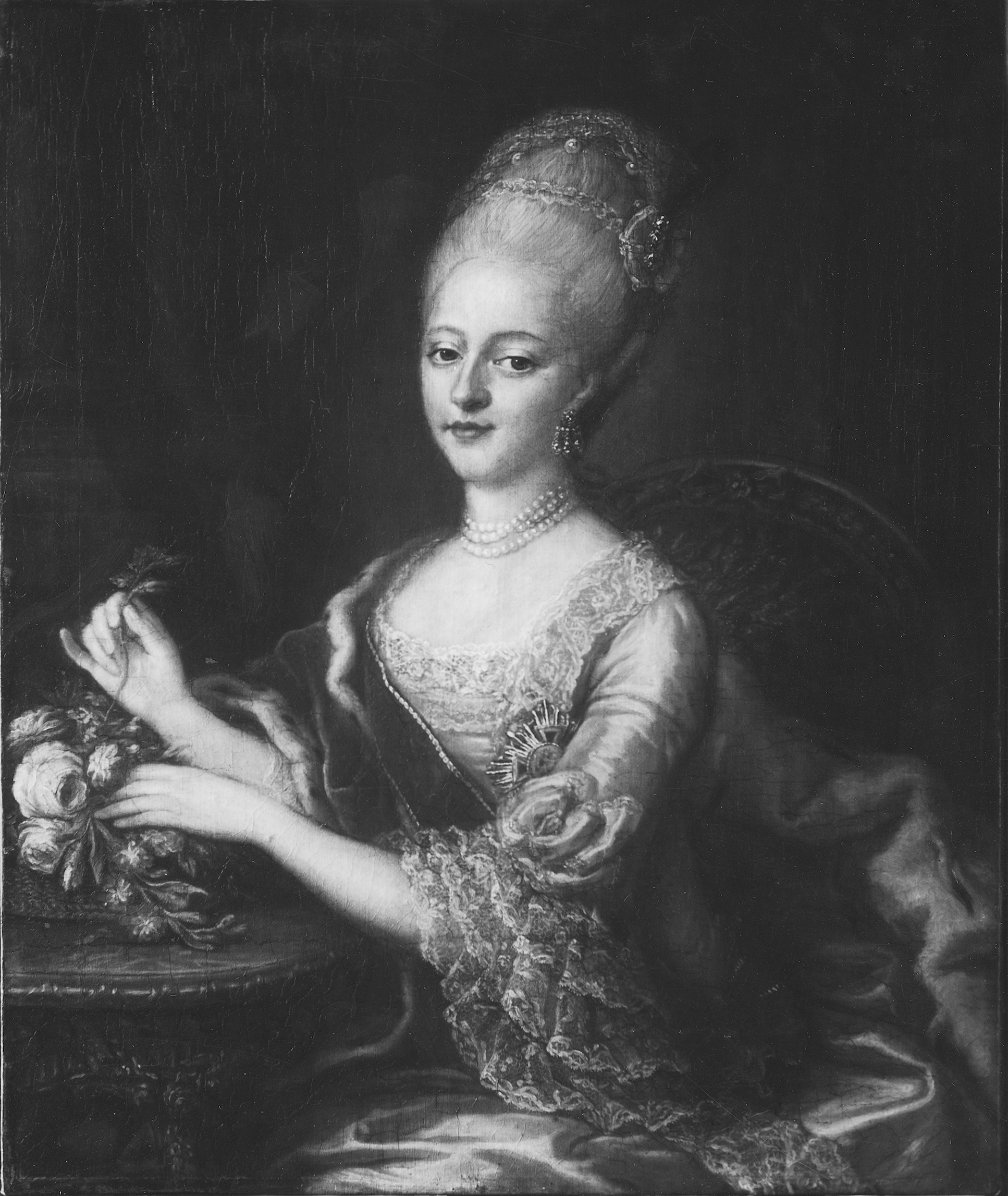
Hedvig Elisabet Charlotta

1789 års sammansvärjning var en sammansvärjning ledd av en grupp vid hovet bestående av bland andra Hedvig Elisabet Charlotta av Holstein-Gottorp, Gustaf Adolf Reuterholm och Fredrik Adolf, hertig av Östergötland. Syftet var att avsätta Gustav III och uppsätta hertig Karl på tronen. Kuppen blev dock inställd på grund av Karls ovilja, blev aldrig avslöjad under sin samtid men har rekonstruerats av senare tids forskning.

## Konspirationen
Under hösten 1789 förberedde Hedvig Elisabet Charlotta en sammansvärjning för att avsätta Gustav III och uppsätta sin make på tronen i hans ställe.
Orsaken var att hon under av Gustav III:s ryska krig och riksdagen 1789 hade hamnat i opposition mot Gustav III. Hennes ideal var 1772 års regeringsform, som hon betraktade som en god balans mellan en handlingskraftig monark och en upplyst aristokratis frihet att via riksdagen genomföra upplysningsreformer, och motsatte sig Förenings- och säkerhetsakten. 
Efter riksdagen 1789, där Gustav III kom i konflikt med adelsståndet, som opponerade sig mot hans krig och regeringsreform, inträffade en brytning mellan monarken och adeln även socialt. Aristokratins kvinnliga medlemmar demonstrerade då sin politiska opposition genom att vägra umgås med monarken och utsätta honom för en form av social bojkott. Eftersom Hedvig Elisabet Charlotta och Sofia Albertina, som i princip skötte hovets sällskapsliv på grund av Sofia Magdalenas ovilja att delta i sällskapsliv, var kända som oppositionella, demonstrerade de kvinnliga aristokraterna genom att demonstrativt tacka ja till inbjudningar från dessa men inte Gustav III. Denna politiska demonstration leddes av Jeanna von Lantingshausen. 
Hedvig Elisabet Charlotta var vid samma tid i kontakt med Frankrike. Adolf Fredrik Munck misstänkliggjorde henne under kriget genom att hävda att Frankrike informerades om alla Sveriges planer genom hennes väninna, den franska ambassadörens dotter Camille du Bois de la Motte, något som uppskattas vara med sanningen överensstämmande. Hon skrev ofta sina brev med chiffer, och eftersom hon tyckte sig veta att hennes korrespondens var övervakade, hade hon en parallell postgång med privata kurirer över hela landet under kriget.
Hon stod i kontakt med Karls förtrogna Reuterholm, som då var förvisad på grund av sin opposition, och bevakade händelseutvecklingen för ett idealiskt tillfälle att iscensätta en statskupp. Hon stod i nära samråd med prins Fredrik, som ingick i en hovkamarilla som stödde deras planer. Detaljerna är inte kända, men det står klart att Karl åtminstone initialt var ovetande om konspirationen, och att de planerade att tala om sina planer för honom vid rätt tillfälle för att driva honom till handling. Kuppen blev inställd då deltagarna i slutändan inte lyckades övertala Karl att medverka.